# Madball
Madball es una banda de hardcore-punk originada en la ciudad de New York, empezó a finales de la década de los ochenta como un proyecto alterno de Agnostic Front. La banda surgió después de que Roger Miret le diera la oportunidad a su medio hermano menor Freddy Cricien de tomar el micrófono y cantar durante los shows de Agnostic Front.

## Historia
Madball fue fundada en 1988 y, la mayoría de miembros de Agnostic Front, hacían parte de la inicial formación de Madball: Vinnie Stigma tocaba la guitarra, Will Shepler en la batería, Roger Miret el bajo y Freddy Cricien de 12 años cantaba en la formación original de Madball. En las primeras presentaciones de Madball tocaba canciones no usadas por Agnostic Front. El primer lanzamiento de Madball fue el EP Ball of Destruction en 1989. Luego de varios años de tocar conciertos en el área de Nueva York, un segundo guitarrista, Matt Henderson se uniría a la banda y lanzarían al mercado el EP Droppin´ Many Suckers por Wreckage Records. Un año después Roger Miret abandonaría la banda y fue reemplazado por el bajista Jorge Guerra. En 1994 lanzaron el disco Set it Off y luego en 1996 Demonstrating My Style, siguieron haciendo varias giras y así ganaron una buena base de fanáticos afuera de su ciudad.
La banda contaba ya con Cricien, Henderson, Guerra y el nuevo baterista John Lafita en 1998 cuando lanzaron el disco Look My Way, dos años luego lanzarían con la misma formación saldría al mercado el disco Hold it Down. En 2001 la banda anunció su retiro pero se reformaron en el año 2002 con lo nuevos miembros Brian Daniels y Rigg Ross, desde ese entonces Madball ha lanzado: Best of Madball en el 2003, N.Y.H.C EP en el 2004, Legacy en 2005, y el disco Infiltrate the System en 2007. En 2009, Rigg Ross dejó la banda para unirse a Skarhead y fue reemplazado por Ben Dassault.
En febrero de 2010 Madball firmó un contrato con para el lanzamiento europeo de nuevo disco Empire producido por Erik Rutan
El 10 de marzo de 2014 anunciaron que están grabando en estudio su octavo disco, el cual saldría al mercado en el verano del mismo año Hardcore Lives.

## Miembros de la banda
Presente:
- Freddy Cricien – voz (1988–2001, 2002–presente)
- Jorge "Hoya Roc" Guerra – bajo, coros (1993–2001, 2002–presente)
- Mike Justian – batería, coros (2011–presente)
- Mike Gurnari – guitarra (2018–presente)

Antiguos: 
- Roger Miret – bajo (1988–1993)
- Vinnie Stigma – guitarra (1988–1997)
- Will Shepler – batería (1988–1997)
- Matt Henderson – guitarra (1992–2002)
- John Lafata – batería (1997–2001, 2002)
- Rigg Ross – batería (2002–2009)
- Jay Weinberg – batería (2010)
- Igor Wouters – batería (2010–2011)
- Bryan "Mitts" Daniels – guitarra (2002–2017)

## Discografía
Álbumes de estudio 
- Set It Off (1994)
- Demonstrating My Style (1996)
- Look My Way (1998)
- Hold It Down (2000)
- Legacy (2005)
- Infiltrate the System (2007)
- Empire (2010)
- Hardcore Lives (2014)
- For the Cause  (2018)

EPs
- Ball of Destruction (1989)
- Droppin' Many Suckers (1992)
- N.Y.H.C. EP (2004)
- Rebellion (2012)

Compilaciones
- Best of Madball (2003)